# Bruno Barja
Bruno Gabriel Barja Sampedro (ur. 16 września 2002 w Dolores) – urugwajski piłkarz występujący na pozycji napastnika, od 2024 roku zawodnik paragwajskiego Sportivo Ameliano.